# Buskie Spotkania z Folklorem
Buskie Spotkania z Folklorem – festiwal tradycyjnego folkloru muzycznego, organizowany przez Wojewódzki Dom Kultury im. Józefa Piłsudskiego w Kielcach, nieprzerwanie od 1976 roku. Dwudniowy konkurs finałowy, który odbywa się co roku w Parku Zdrojowym w Busku-Zdroju, poprzedzają eliminacje w kilku miejscowościach województwa świętokrzyskiego. Buskie Spotkania z Folklorem są najstarszym festiwalem muzyki tradycyjnej województwa świętokrzyskiego i jednym z najstarszych konkursów w Polsce. Koncert laureatów konkursu wraz z wręczeniem nagród odbywa się tradycyjnie w Parku miejskim im. Stanisława Staszica w Kielcach.

## Uczestnicy
Uczestnikami konkursu są kapele ludowe, zespoły śpiewacze, zespoły pieśni i tańca, soliści instrumentaliści i śpiewacy, wykonujący tradycyjny repertuar muzyczny z terenu dzisiejszego województwa świętokrzyskiego.

## Nagrody główne
Nagrodami głównymi Buskich Spotkań z Folklorem są Grand Prix im. Piotra Gana dla najlepszej kapeli ludowej festiwalu, Nagroda im. Haliny Szelestowej dla najlepszego zespołu śpiewaczego, lub solisty śpiewaka oraz Nagroda im. Feliksa Korbana przyznawana najlepszemu instrumentaliście. 

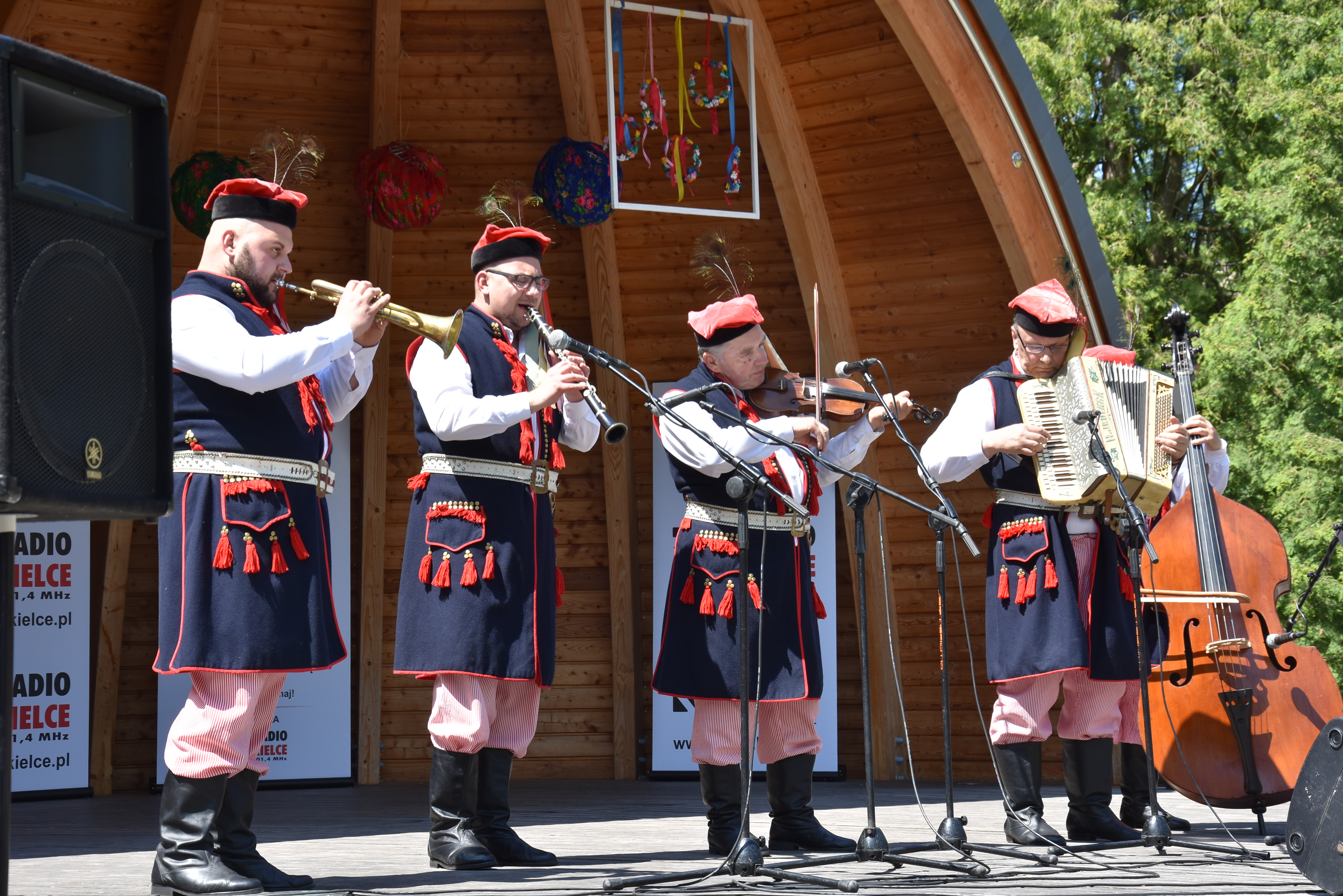
Kapela Adama Kocerby "Działoszacy" - 43. Buskie Spotkania z Folklorem (2019)

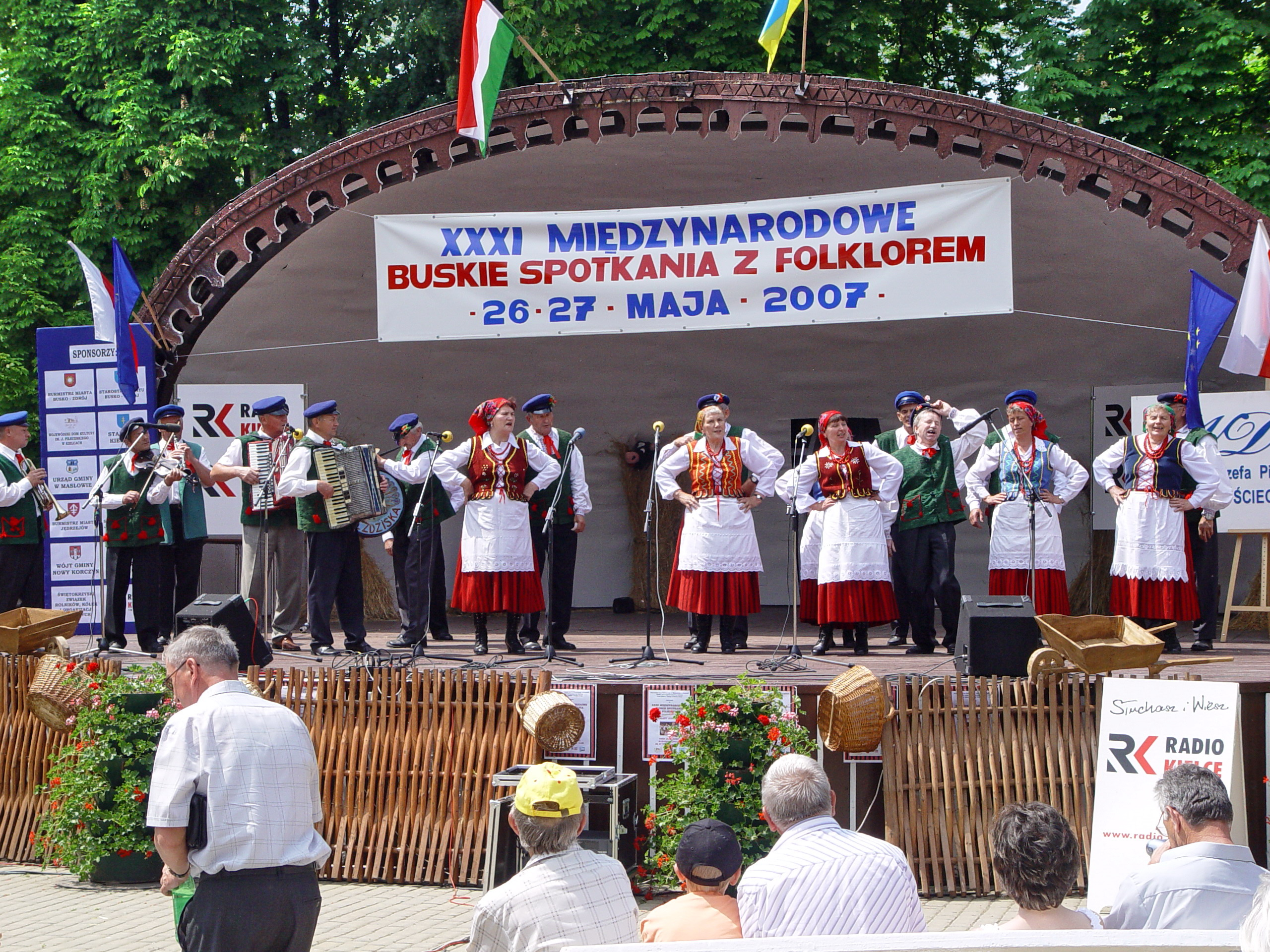
Zespół Pieśni i Tańca "Gnieździska" - XXXI Buskie Spotkania z Folklorem (2007)

| Rok  | Grand Prix im. Piotra Gana                              | Nagroda im. Haliny Szelestowej              | Nagroda im. Feliksa Korbana |
| ---- | ------------------------------------------------------- | ------------------------------------------- | --------------------------- |
| 1984 | Kapela Mariana Bieńka                                   | -                                           | -                           |
| 1985 | Kapela „Działoszanie”                                   | -                                           | -                           |
| 1986 | Kapela Stefana Wyczyńskiego                             | -                                           | -                           |
| 1987 | Kapela Ludowa z Masłowa                                 | -                                           | -                           |
| 1988 | Kapela Wincentego Jamioła                               | -                                           | -                           |
| 1989 | Kapela Stefana Wyczyńskiego                             | -                                           | -                           |
| 1990 | Zespół "Marzysz"                                        | -                                           | -                           |
| 1991 | Kapela "Małopolanie" Adama Kocerby                      | -                                           | -                           |
| 1992 | Zespół Folklorystyczny „Koszyczanie”                    | -                                           | -                           |
| 1993 | Zespół Obrzędowy „Ognie Dymarskie”                      | -                                           | -                           |
| 1994 | Kapela „Małopolanie” Adama Kocerby                      | Maria Bisaga                                | -                           |
| 1995 | Kapela Stanisława Dufaja                                | Zespól Śpiewaczy „Wolanecki”                | -                           |
| 1996 | Kapela Stefana Wyczyńskiego                             | Teresa Klimczak Marianna Śmiłowska          | -                           |
| 1997 | Kapela Ludowa Adamczyków                                | Cecylia Korban                              | -                           |
| 1998 | Kapela Jerzego Całki                                    | Jan Ozga                                    | -                           |
| 1999 | Kapela „Jędrzej”                                        | Zespół Śpiewaczy „Linowianki”               | -                           |
| 2000 | Kapela Franciszka Grębskiego                            | Zespół „Klonowianki”                        | -                           |
| 2001 | Kapela z Ciekot                                         | Marianna Śmiłowska                          | -                           |
| 2002 | Kapela „Jędrusie”                                       | Zespół Śpiewaczy „Linowianki”               | -                           |
| 2003 | Kapela „Małopolanie” Adama Kocerby Kapela Jerzego Całki | Zespół Śpiewaczy „Wolanecki                 | -                           |
| 2004 | Kapela z Ciekot                                         | Zespół Śpiewaczy „Linowianki”               | -                           |
| 2005 | Kapela Rodzinna Korbanów                                | Zespół Śpiewaczy „Wolanecki”                | -                           |
| 2006 | Kapela „Ciekoty”                                        | Jan Ozga                                    | -                           |
| 2007 | Kapela Czesława Wojsława                                | Alfreda Nowak                               | -                           |
| 2008 | Kapela Rodzinna Korbanów                                | Gminny Zespół Pieśni Ludowej MGOK Daleszyce | -                           |
| 2009 | Kapela Adama Kocerby „Działoszacy”                      | Marianna Śmiłowska                          | -                           |
| 2010 | Kapela „Ciekoty”                                        | Zespół Śpiewaczy „Dalmarjanki”              | -                           |
| 2011 | Kapela Adama Kocerby „Działoszacy”                      | Gminny Zespół Pieśni Ludowej MGOK Daleszyce | -                           |
| 2012 | Kapela Rodzinna Jerzego Całki                           | Stefan Wyczyński                            | -                           |
| 2013 | Kapela Adama Kocerby „Działoszacy”                      | Zespół Śpiewaczy „Echo Łysicy”              | -                           |
| 2014 | Kapela Mirosława Piaseckiego                            | Maria Żebrowska                             | -                           |
| 2015 | Kapela Adama Kocerby „Działoszacy”                      | Marta Zawłocka                              | -                           |
| 2016 | Kapela Rodzinna Korbanów                                | Zespół Pieśni Ludowej z Marzysza            | -                           |
| 2017 | Kapela Adama Kocerby „Działoszacy"                      | Monika Walas                                | -                           |
| 2018 | Kapela Rodzinna Całków                                  | Zespół Pieśni Ludowej z Marzysza            | -                           |
| 2019 | Kapela Edwarda Goli                                     | Irena Gąsior                                | -                           |
| 2020 | Kapela „Wesoła Trójka”                                  | Zespół Śpiewaczy „Górnianecki”              | -                           |
| 2021 | Kapela „Rykoszyn”                                       | Zespół Śpiewaczy „Chełmowianie”             | -                           |
| 2022 | Kapela Adama Kocerby „Działoszacy”                      | Marianna Śmiłowska                          | -                           |
| 2023 | Kapela „Małopolanie”                                    | Zespół „Kunowianie”                         | Dariusz Adamczyk            |
| 2024 | Kapela Adama Kocerby „Działoszacy”                      | Zespół Śpiewaczy „Marzyszanki”              | Henryk Cacek                |
| 2025 | Kapela Rodzinna Całków                                  | Agata Korban                                | Adam Kocerba                |